# Budy-Kałki (wieś)
Budy-Kałki – wieś w Polsce położona w województwie mazowieckim, w powiecie żyrardowskim, w gminie Puszcza Mariańska.
Wieś wchodzi w skład sołectwa Długokąty.
W latach 1975–1998 miejscowość administracyjnie należała do województwa skierniewickiego.